# Adalpertus

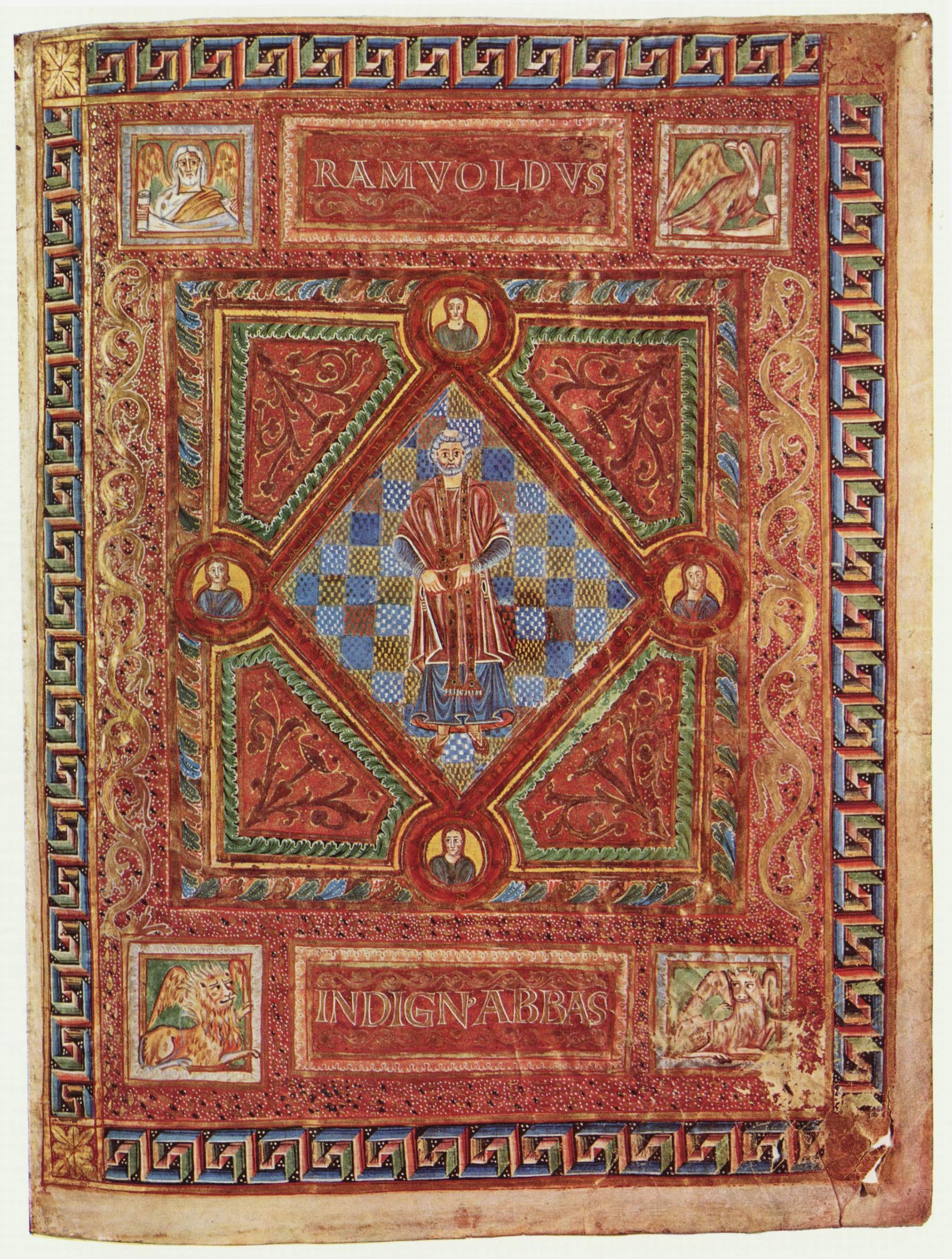
Codex Aureus de Saint-EmmeranPortrait de Romualdus par Adalpertusfol. 1, 42×33 cm, Bayerische Staatsbibliothek.

Adalpertus est un peintre enlumineur de miniatures du Xe siècle.

## Biographie et œuvre
Moine bénédictin de l'abbaye Saint-Emmeran, Adalpertus est l'un des rares miniaturistes de l'histoire des débuts du livre enluminé qui soit connu de son nom.
Vers l'an 1000, il reçoit du père abbé Romuald (en latin : Romualdus) la mission de restaurer le célèbre Codex Aureus de Saint-Emmeran (Munich, Bayerische Staatsbibliothek, Clm 14000) qui fut commandé par Charles le Chauve vers 890. Adalpertus est aidé dans sa tâche par un autre moine, Aripo.
En plus de restaurer le manuscrit, Adalpertus ajoute une miniature représentant Romuald au folium 1. Autour du losange encadrant l'enluminure de Ramuold est inscrit « Hunc librum Karolus Quondam perfecit honorus Quem nunc Hemrammo Ramvold renovaverat almo ». Sur le dernier folium (126v), la mention latine cite les restaurateurs « Domini Abbatis Ramvoldi jussione hunc librum Aripo et Adalpertus renovaverunt. Sis memor eorum. ».